# 常盤町 (金沢市)
常盤町 （ときわまち）は、石川県金沢市の町名。丁目を持たない単独町名であり、住居表示未実施区域。

## 地理
- 東山、橋場町との中間に位置している。

## 歴史
- 1867年（慶応3年）- 卯辰山開拓により町立てされる。
- 幕末 - 加賀国河北郡金沢城下常盤町が存在。加賀藩領。
- 1871年（明治4年）
  - 日付不詳 - 粒谷町を編入。
  - 8月29日（7月14日） - 廃藩置県により金沢県の管轄となる。
- 1872年3月10日（明治5年2月2日） - 金沢県が改称して石川県となる。
- 1879年（明治12年）12月17日 - 郡区町村編制法施行により、金沢区発足。同区の町名となる。
- 1889年（明治22年）4月1日 - 市制施行により、金沢市発足。同市の町名となる。

## 世帯数と人口
2022年（令和4年）9月1日現在の世帯数と人口は以下の通りである。
| 町丁   | 世帯数 | 人口 |
| ------ | ------ | ---- |
| 常盤町 | 45世帯 | 97人 |

## 小・中学校の学区
市立小・中学校に通う場合、学区は以下の通りとなる。
| 番地 | 小学校             | 中学校             |
| ---- | ------------------ | ------------------ |
| 全域 | 金沢市立兼六小学校 | 金沢市立兼六中学校 |

## 交通

### 鉄道
町内に鉄道駅はない。

### バス
- 北鉄金沢バス 卯辰山線　天神橋バス停

### 道路
- 国道159号金沢東部環状道路

## 施設
- 石川県青少年総合研修センター